# Karine de Villers
Karine de Villers (Quito, 25 de febrero de 1965) es una directora y editora de cine ecuatoriana-belga, reconocida por la dirección de películas como Je suis votre voisin (1990), Corpo a corpo (2014), The Cat's Smile (2018), entre otras. Sus películas presentan temas de crítica social como las consecuencias negativas de la globalización y la pobreza. También ha colaborado con directores internacionales como Mario Brenta.

## Biografía
Nació en la ciudad de Quito en 1965. Su padre es de origen belga y su madre de origen danés, Karine vivió solamente un año en Ecuador, tres años en Dinamarca y cuarenta años en Bélgica. Realizó sus estudios en la Universidad Libre de Bruselas en historia del arte en civilizaciones no europeas, arqueología y antropología.
Con una tesis de investigación sobre el cine colonial belga, obtuvo su título de Arqueóloga e Historiadora del Arte en Bruselas y en estas circunstancias conoce al documentalista Henri Storck, lo que le lleva a adentrarse en el mundo del cine.
En conjunto con Thomas de Thier, en 1990 dirige su primera película: Je suis votre voisin; la cual además de ser transmitida en los principales canales de televisión europea, fue acreedora a varios reconocimientos; entre ellos el premio Iris de Oro en Bruselas, el  premio FIPA en Cannes, el galardón a la Mejor Película Europea en Créteil y el reconocimiento especial del jurado en el Festival de Huesca.
En sus producciones destacan los temas sociales e históricos; su segunda película llamada Le petit château (1999) de hecho trata sobre los conflictos de la migración. En el 2010 empieza su trabajo con Mario Brenta, con quién realizaría las películas Calle de la Pietà, Agnus Dei y Corpo a Corpo.

## Trayectoria
Licenciada en Arqueología y Antropología en la Universidad Libre de Bruselas.
Inició su carrera de Directora con el cortometraje “Je suis votre voisin” en el año 1990, donde muestra la cara humana de una calle en la ciudad de Bruselas, Bélgica.
Más tarde, se une al Centro Audiovisual de Bruselas (CBA) donde trabaja en conjunto a Alain de Halleux. Junto con el producen la película Ces drôles de belges avec ces drôles de films. Película que le permite conocer a la mayoría de la comunidad cineasta belga.
En el año 2018, desempeñó el cargo de Profesora de escritura cinematográfica en el Centro Audiovisual de Bruselas (CBA).
Está involucrada en organizaciones cineastas como Asociación de Autores de Cine Bruselas (ARFF) y Taller de Producción de Cineastas Asociados, donde trabaja como vicepresidenta y presidenta respectivamente.

## Influencia y estilos
Su trabajo cinematográfico retrata principalmente los problemas que acontecen en la sociedad occidental a raíz de la globalización como: pobreza, pérdida de identidad, mentira colectiva y contaminación ambiental.

## Filmografía

### Documentales
- La sonrisa del gato (2018)
- Delta Park (2016)
- Corpo a corpo (2014)
- Calle de la pietà (2010)
- Luc de Heusch, une pensée sauvage (2007)
- Le petit-Château (2000)[9]

### Cortometrajes
- Je suis votre voisin (2018)
- Agnus Dei (2012)
- Place à St Josse (1996)[9]

### Premios
El cortometraje "Je suis votre voisin" (1999) recibió los siguientes premios
- Premio a la mejor película del Festival de Cine Bruselas.[10]

- FIPA de Oro en Cannes.[11]

El documental "La sonrisa del gato" fue galardonado con los siguientes premios
- Premio al Mejor Documental en el Festival de Cine Ambiental de Turín (Italia)
- Premio a la Mejor Edición y Premio a la Excelencia en el Festival Internacional de Cine de Bombay (India)
- Premio Averroes a la Mejor Película en la Filosofía y el Cine